# With You (serie de televisión)
With You (En Chino: 在一起; Zai Yi Qi, también conocida como "Together") es una serie de televisión china transmitida del 29 de septiembre del 2020 hasta el 8 de octubre del 2020, por medio de Dragon TV, ZJTV, GDTV, Jiangsu TV, Hubei TV, Youku, Tencent e iQiyi.
La serie está basada en los eventos de la vida real relacionados con la mortal y peligrosa Pandemia de COVID-19 iniciada en la ciudad de Wuhan en la República Popular China. La serie es el segundo drama televisivo chino centrado en la pandemia.

## Historias
El drama gira en torno a los esfuerzos del personal médico, los voluntarios y los ciudadanos del país quienes trabajan juntos para superar la crisis y ayudar a las personas afectadas.
Esta serie sigue a Geng Geng, una estudiante de primer año de secundaria un poco torpe pero adorable que siente que no es lo suficientemente inteligente para estar en la prestigiosa escuela secundaria Zhen Hua. 
El primer día se encuentra con su futuro compañero de escritorio, el brillante Yu Huai, y aunque discuten al principio, pronto forman una fuerte amistad. Todos se hacen buenos amigos de sus compañeros de clase y tienen un fuerte vínculo con su maestro, Zhang Ping. Geng Geng también atrae la atención del residente rebelde de la escuela, Lu Xing He, quien rápidamente se enamora de ella y no se avergüenza de anunciarle al mundo que le gusta. 
Basado en el evento de la vida real de la pandemia de Covid-19 en Wuhan, el drama gira en torno a los esfuerzos del personal médico, los voluntarios y los ciudadanos que trabajan juntos para superar la crisis.Cuando una estudiante de primer año tiene que lidiar con su vida caótica, encuentra apoyo en las amistades de su clase.
Geng Geng está en su primer año de la escuela secundaria Zhen Hua. Encantadora pero también un poco tímida, la vida de Geng Geng está en desorden. Su padre se ha vuelto a casar y ha traído a casa una nueva novia e hijo. Encima de sus tareas y exámenes, lo peor de todo es discutir con su nuevo compañero Yu Huai , el adorado y estimado genio de la clase. 
Juntos, tienen una química que explota a cada rato. Discuten como una pareja, pelean como una pareja, y eventualmente se gustan como una pareja. Pero ninguno de los dos lo admitirá. Por otro lado, Lu Xing He el rebelde de la escuela se enamora inmediatamente de la adorable Geng Geng, y no tiene miedo de demostrarlo. 
Sus declaraciones de amor hacia Geng Geng son numerosas, atrevidas y abiertas. Ahora Geng Geng no sabe lo que quiere, y en el medio de los desafíos que tiene que enfrentar con su familia, aprende que sus amistades son lo único en que puede depender.
Todos los médicos ayudan a los pacientes y a los niños de la pandemia con cuidados intensivos y poniendo vacuna a los contagiados, también a los necesitados.

### Life's Turning Point
La primera historia es titulada "Life's Turning Point" (en chino, 在一生命的拐点; pinyin, Sheng Ming De Guai Dian).

#### Personajes Principales
| Actor         | Personaje         | Episodios | Notas |
| ------------- | ----------------- | --------- | --- |
| Zhang Jiayi   | Dr. Zhang Hanqing | 1-4       | Es el antiguo decano del Hospital Jianghan. |
| Zhou Yiwei    | Dr. Tan Songlin   | 1-4       | Es el actual decano del Hospital Jianghan. |
| Lei Jiayin    | Gu Yong           | 1-4       | Es un hombre que durante el período de cierre se encarga de llevar comida a Wuhan y poco después se ofrece como voluntario para llevar al personal médico durante la noche. |
| Tan Zhuo      | Dra. Lu Manqi     | 1-2       | Es la directora de la unidad de cuidados intensivos del Hospital Jianghan.                                                                                                  |
| Zhang Tian'ai | Enfra. Liu Xiaoke | 1-2       | Es una enfermera en jefe del Hospital Jianghan. |
| He Landou     | Mao Zhenzhen      | 1-2       | |

#### Personajes Secundarios
| Actor    | Personaje    | Episodios | Notas                                  |
| -------- | ------------ | --------- | -------------------------------------- |
| Lü Zhong | Xu Qingru    | 1-2       |                                        |
| Liu Huan | -            | 1-2       | Es el familiar de un asistente médico. |
| Hu Yajie | Director Liu | 1-2       |                                        |

#### Apariciones Especiales
| Actor    | Personaje | Episodios | Notas |
| -------- | --------- | --------- | ----- |
| Mei Ting | Ma Yun    | 1-2       |       |

### Ferryman
La segunda historia es titulada "Ferryman" (en chino, 摆渡人; pinyin, Bai Du Ren).

#### Personajes Principales
| Actor         | Personaje   | Episodios | Notas                    |
| ------------- | ----------- | --------- | ------------------------ |
| Ni Ni         | Ping Xiaoan | 3-4       |                          |
| Zhang Jingchu | Wen Jing    | 3-4       |                          |
| Jiang Xin     | Enfermera   | 3-4       | Es la enfermera en jefe. |
| Zhu Junlin    | Xiao Shuai  | 3-4       | Es un colega de Gu Yong. |
| Ping Hao      | Viejo Hao   | 3-4       |                          |

### Peers
La tercera historia es titulada "Peers" (en chino, 同行; pinyin, Tong Hang).

#### Personajes Principales
| Actor       | Personaje    | Episodios | Notas |
| ----------- | ------------ | --------- | --- |
| Yang Yang   | Dr. Yue Bin  | 5-6       | Es un doctor que renuncia a visitar a su familia en medio de las celebraciones de año nuevo lunar y en cambio decide ir a Wuhan para ayudar a las personas afectadas por COVID. |
| Leon Zhang  | Wang Ke      | 5-6       | |
| Zhao Jinmai | Dra. Rong Yi | 5-6       | |
| Ren Zhong   | Cheng Jun    | 5-6       | |
| Han Haolin  | Xiao Youtiao | 5-6       | |

### Savior
La cuarta historia es titulada "Savior" (en chino, 救护者; pinyin, Jiu Hu Zhe).

#### Personajes Principales
| Actor              | Personaje   | Episodios | Notas |
| ------------------ | ----------- | --------- | ----- |
| Zhu Yawen          | Li Jianjun  | 7-8       |       |
| Xu Lu              | Zhou Zhou   | 7-8       |       |
| Zhao Wei (赵魏)    | Fang Jin    | 7-8       |       |
| Yu Ailei           | Wei Li      | 7-8       |       |
| Qu Zhazha (曲栅栅) | Ou Yangshan | 7-8       |       |

#### Personajes Invitados
| Actor           | Personaje | Episodios | Notas |
| --------------- | --------- | --------- | ----- |
| Yin Fang (尹昉) | -         | 7-8       |       |

### Search 24 Hours
La quinta historia es titulada "Search 24 Hours" (en chino, 搜索24小时; pinyin, Suo Suo 24 Xiao Shi).

#### Personajes Principales
| Actor                | Personaje     | Episodios | Notas |
| -------------------- | ------------- | --------- | --- |
| Huang Jingyu         | Lu Chaoyang   | 9-10      | Es un miembro del Centro para el Control y Prevención de Enfermedades. Cuando tenía seis años perdió a sus padres debido al SARS. |
| Li Xiaoran           | Du Can        | 9-10      | |
| Guo Tao              | Dong Kehui    | 9-10      | |
| Wei Qing (柴正榮)    | Jiang Yunying | 9-10      | |
| Zhu Hongjia (朱宏嘉) | Zhang Meng    | 9-10      | |
| Zhang Xilin (张晞临) | Lao Chen      | 9-10      | |

#### Personajes Secundarios
| Actor               | Personaje | Episodios | Notas |
| ------------------- | --------- | --------- | ----- |
| Chen Yuemo (陈月末) | -         | 9-10      |       |
| Liu Jia (刘佳)      | -         | 9-10      |       |

### Battle at Huo Shen Mountain
La sexta historia es titulada "Search 24 Hours" (en chino, 决战火神山; pinyin, Jue Zhan Huo Lian Shan).

#### Personajes Principales
| Actor                | Personaje      | Episodios | Notas                     |
| -------------------- | -------------- | --------- | ------------------------- |
| Chen Shu             | Enfra. Chen Ru | 11-12     | Es una enfermera en jefe. |
| Lu Yi                | Liu Bo         | 11-12     |                           |
| Kan Qingzi (Adi Kan) | Xu Chenxi      | 11-12     |                           |
| Lu Zizhen (逯恣祯)   | Lin Xiaoning   | 11-12     |                           |
| Tu Ling (涂凌)       | Yu Jing        | 11-12     |                           |

#### Personajes Secundarios
| Actor                 | Personaje | Episodios | Notas |
| --------------------- | --------- | --------- | ----- |
| Wang Churan (王楚然)  | -         | 11-12     |       |
| Zhou Chengao (周澄奥) | -         | 11-12     |       |
| Lan Xiya              | -         | 11-12     |       |

### Shelter
La séptima historia es titulada "Shelter" (en chino, 方舱; pinyin, Fang Cang).

#### Personajes Principales
| Actor       | Personaje        | Episodios | Notas                                                                                           |
| ----------- | ---------------- | --------- | ----------------------------------------------------------------------------------------------- |
| Jin Dong    | Dr. Hu Qingsheng | 13-14     | Es el director del hospital quien lidera a su equipo para apoyar al Hospital Fangcang de Wuhan. |
| Sun Jiayu   | Cai Yuxuan       | 13-14     |                                                                                                 |
| Mao Xiaohui | Lu Jie           | 13-14     |                                                                                                 |
| Wang Zijian | Yan Zhiyuan      | 13-14     |                                                                                                 |

#### Personajes Secundarios
| Actor           | Personaje    | Episodios | Notas |
| --------------- | ------------ | --------- | ----- |
| Yang Kun (楊昆) | -            | 13-14     |       |
| Jiang Ruilin    | Zheng Duoduo | 13-14     |       |

#### Personajes Invitados
| Actor                 | Personaje      | Episodios | Notas           |
| --------------------- | -------------- | --------- | --------------- |
| Huang Zhizhong        | Director Zheng | 13-14     | Es un director. |
| Yang Xinming (杨新鸣) | Abuelo Li      | 13-14     |                 |

### I Am Called Dalian
La octava historia es titulada "I Am Called Dalian" (en chino, 我叫大连; pinyin, Wo Jiao Da Lian).

#### Personajes Principales
| Actor     | Personaje      | Episodios | Notas |
| --------- | -------------- | --------- | --- |
| Deng Lun  | Song Xiaoqiang | 15-16     | Es un joven hombre de Dalian que termina accidentalmente en Wuhan después de tomar el tren equivocado. Atrapado en el epicentro de la pandemia y sin un lugar donde vivir, se ofrece como voluntario y comienza a trabajar limpiando las salas de aislamiento del hospital. |
| Li Qin    | Li Tianran     | 15-16     | |
| Liu Lin   | Chen Jing      | 15-16     | |
| Li Baihui | Wu Nan         | 15-16     | |

#### Personajes Secundarios
| Actor             | Personaje | Episodios | Notas |
| ----------------- | --------- | --------- | ----- |
| Jiang Chao (姜超) | -         | 15-16     |       |
| Shen Yue          | -         | 15-16     |       |

#### Apariciones Especiales
| Actor    | Personaje | Episodios | Notas |
| -------- | --------- | --------- | ----- |
| Dong Jie | Meng Jie  | 15-16     |       |

### Mask
La novena historia es titulada "Mask" (en chino, 口罩; pinyin, Kou Zhao).

#### Personajes Principales
| Actor               | Personaje  | Episodios | Notas |
| ------------------- | ---------- | --------- | ----- |
| Hai Qing            | Mei Aihua  | 17-18     |       |
| Feng Shaofeng       | Han Song   | 17-18     |       |
| Dong Xuan           | Wang Manli | 17-18     |       |
| Tu Songyan (涂松岩) | Ji Weihua  | 17-18     |       |

#### Personajes Secundarios
| Actor                 | Personaje | Episodios | Notas |
| --------------------- | --------- | --------- | ----- |
| Duan Bowen (段博文)   | -         | 17-18     |       |
| Wang Jianguo (王建国) | -         | 17-18     |       |

#### Apariciones Especiales
| Actor        | Personaje   | Episodios | Notas |
| ------------ | ----------- | --------- | ----- |
| Sun Li       | Jefa Fang   | 17-18     |       |
| Bao Jianfeng | Cao Zhengyi | 17-18     |       |

### Wuhan People
La décima y última historia es titulada "Wuhan People" (en chino, 武汉人; pinyin, Wu Han Ren).

#### Personajes Principales
| Actor        | Personaje    | Episodios | Notas |
| ------------ | ------------ | --------- | ----- |
| Liu Mintao   | Tu Fang      | 19-20     |       |
| Jia Nailiang | Ding Er He   | 19-20     |       |
| Xi Meijuan   | Zhang Minhua | 19-20     |       |
| Zhang Meng   | Jiao Jiao    | 19-20     |       |
| Ni Dahong    | Padre Ni     | 19-20     |       |

#### Personajes Secundarios
| Actor        | Personaje | Episodios | Notas |
| ------------ | --------- | --------- | ----- |
| Wang Maolei  | -         | 19-20     |       |
| Wang Yizhe   | -         | 19-20     |       |
| Tong Mengshi | -         | 19-20     |       |

## Episodios
La serie está confirmada por 10 historias, emitiendo un total de 20 episodios de lunes a domingo a las 19:30.

## Música
| N.º | Intérprete | Canción        | Letra  | Música | Duración | Notas        |
| --- | ---------- | -------------- | ------ | ------ | -------- | ------------ |
| 1   | 庄奕楠     | "我们爱在一起" | 庄奕楠 | -      | -        | (tema final) |

## Premios y Nominaciones
| Año  | Categoría                          | Premio              | Nominado(a) | Resultado |
| ---- | ---------------------------------- | ------------------- | ----------- | --------- |
| 2021 | Judges’ Award (junto a 跨过鸭绿江) | 27th Magnolia Award | -           | Ganaron   |

## Producción
El drama también es conocido como "Together".
La serie es cuenta con el trabajo de los directores Peng Sanyuan, Wang Jun, Zhang Li, Vincent Yang, Yang Yang, Liu Jiang, Cao Dun, An Jian, Shen Yan, Teng Huatao, Han Xiaojun, Yao Xiaofeng y Cheng Yuanhai, quienes a su vez tienen el apoyo de los guionistas Liang Zhenhua, Qin Wen, Li Haishu, Peng Sanyuan, Dong Zhe, Gao Xuan, Ren Baoru, Huang Yanwei, Fei Huijun, Li Xiaoliang, Xu Su, Feng Ji, Liu Liu, Zhou Meng, Wang Yingfei y Shen Zhining.

### Distribución
El drama fue lanzado simultáneamente en varios canales y plataformas de video en China.
| N.º | País      | Cadena                           | Fecha de emisión                                | Días y Horario                                                                                           | Notas    |
| --- | --------- | -------------------------------- | ----------------------------------------------- | --- | -------- |
| 1   | China     | Jiangsu TV(江苏卫视)             | 29 de septiembre de 2020 - 8 de octubre de 2020 | Todos los días a las 19:35 - 21:10 (dos episodios)                                                       | Mandarín |
| 2   | China     | ZJTV (浙江卫视)                  | 29 de septiembre de 2020 - 8 de octubre de 2020 | Todos los días a las 19:35 - 21:10 (dos episodios)                                                       | Mandarín |
| 3   | China     | Dragon TV (东方卫视)             | 29 de septiembre de 2020 - 8 de octubre de 2020 | Todos los días a las 19:35 - 21:10 (dos episodios)                                                       | Mandarín |
| 4   | China     | GRT Satellite Channel (广东卫视) | 29 de septiembre de 2020 - 8 de octubre de 2020 | Todos los días a las 19:35 - 21:10 (dos episodios)                                                       | Mandarín |
| 5   | China     | Hunan Satellite TV (湖南卫视)    | 29 de septiembre de 2020 - 8 de octubre de 2020 | Lunes a jueves a las 22:00 - 23:50 (dos episodios) Viernes a domingo a las 23:40 - 01:15 (dos episodios) | Mandarín |
| 6   | China     | 北京卫视                         | 29 de septiembre de 2020 - 8 de octubre de 2020 | Lunes a jueves a las 22:30 - 00:00 (dos episodios)                                                       | Mandarín |
| 7   | China     | Tencent (腾讯视频)               | 29 de septiembre de 2020 - 8 de octubre de 2020 | VIP a las 22:00                                                                                          | Mandarín |
| 8   | China     | IQiyi (爱奇艺)                   | 29 de septiembre de 2020 - 8 de octubre de 2020 | VIP a las 22:00                                                                                          | Mandarín |
| 9   | China     | Youku (优酷)                     | 29 de septiembre de 2020 - 8 de octubre de 2020 | VIP a las 22:00                                                                                          | Mandarín |
| 10  | Hong Kong | J2                               | 3 de octubre de 2020 - 8 de noviembre de 2020   | Sábados y domingos a las 22:00 - 24:00 (dos episodios)                                                   | Mandarín |
| 11  | Malasia   | Astro 全佳 HD                    | 5 de octubre de 2020 - 24 de octubre de 2020    | Todas las Noches a las 19:00 - 20:00                                                                     | Malayo   |